# محمد بن عزوز حكيم
محمد بن عزوز حكيم (مواليد 24 سبتمبر 1924، تطوان  - توفي 1 سبتمبر 2014) مؤرخ مغربي، مختص في تاريخ الأندلس، بلغت مؤلفاته 320 كتاباً باللغتين العربية والإسبانية، ويعتبر أول مغربي ينشر كتاباً باللغة الإسبانية.

## مسيرته
ولد محمد بن عزوز حكيم بمدينة تطوان سنة 1924م، وينحدر من عائلة أندلسية هاجرت  للمغرب. درس  بالمدرسة الإسبانية عندما كانت المدينة خاضعة للحماية الإسبانية. وتابع تعليمه في جامعة مدريد، وفي سنة 1940 نشر كتاب  «رحلة في الأندلس» باللغة الإسبانية بإحدى دور النشر في مدريد، وعمره لم تجاوز الـ 18 عاماً. عُيّنته سلطات الحماية في عدة مناصب إدارية بمؤسسات الحماية الإسبانية، الأمر الذي مكنه من ولوج أرشيف كبير للوثائق والمستندات ساعده في بحوثه التاريخية.
أتقن خمس لغات، من بينها الإسبانية والإيطالية والإنجليزية، وترك وراءه منجزاً هائلاً من البحوث والدراسات والتحقيقات، تراكمت على مدى سبعين عاماً، بلغ عددها 320 كتاباً باللغتين العربية والإسبانية، بالإضافة إلى التحقيقات والمقالات المنشورة في الدوريات المتخصصة. وجاب بن عزوز العالم أجمع محاضراً في التاريخ المغربي والإسباني، ما جعله مرجعاً دولياً في مجال تخصّصه.

### إعادة كتابة التاريخ
في عام 2002 وجه رسالة مفتوحة إلى الملك خوان كارلوس الأول يطالب فيها بإلغاء مرسوم طرد الموريسكيين عام 1609م،  مذكّراً إياه بأنه اعتذر وألغى قبل عقد من الزمن مرسوم طرد اليهود سنة 1492م.
وقبل خمس سنوات من وفاته، دعا  خلال محاضرة علمية في الرباط إلى إعادة كتابة تاريخ سقوط الأندلس ، معلناً أنه يملك وثائق ثمينة هي عبارة عن عشرات الصكوك تعود إلى الفترة الأندلسية، حصل عليها من خلال نحّات إسباني. وأضاف إنها «وثائق دامغة تكذّب الرواية الرسمية وتدين الفاتيكان وتظهر أن نكبة الأندلس كان أساسها الخونة الذين كانوا يحيطون بالملك ابن الأحمر» المتّهم «ببيع» غرناطة للإسبان.

## مؤلفاته
ألف بن عزوز حكيم عدة مؤلفات  حول سقوط الأندلس، آخرها موسوعة جامعة أصدرها بمناسبة مرور 400 عام على سقوط غرناطة بعنوان «موسوعة مأساة الأندلس من سنة 1483 إلى سنة 1609». وتدور مؤلفاته حول مجالات التاريخ الدبلوماسي والجغرافيا والدين والتقاليد وغيرها. وبالتالي فإنه هو واحد من أغزر الكتاب  المغاربة باللغة الإسبانية وعميد المتأسبنين المغاربة. كرس الكثير من أبحاثه لدراسة شؤون الحماية الإسبانية على المغرب، وعلى وجه الخصوص، تاريخ الحركة الوطنية المغربية خلال هذه الفترة، واحتفظ بأكبر أرشيف خاص متعلق بالحركة الوطنية، تجاوز  مليونين وثيقة، بما في ذلك مذكرات خوان لويس بيغبيدر، المفوض السامي السابق لإسبانيا في المغرب.